# Mieczków
Mieczków est une localité polonaise de la gmina de Kostomłoty, située dans le powiat de Środa Śląska en voïvodie de Basse-Silésie.

## Histoire
De 1742 à 1932, Metschkau fait partie de l'arrondissement de Striegau dans le district de Breslau au sein de la province de Silésie.